# Juan Mesías
Juan Carlos Mesías – urugwajski piłkarz grający na pozycji obrońcy.
Jako piłkarz klubu Club Nacional de Football wziął udział w turnieju Copa América 1959, gdzie Urugwaj zajął przedostatnie, szóste miejsce. Mesías zagrał w pięciu meczach – z Peru (tylko w drugiej połowie – w przerwie zmienił Luisa Alberto Miramontesa), Paragwajem, Brazylią, Argentyną i Chile.
Następnie wziął udział w ekwadorskim turnieju Copa América 1959, gdzie Urugwaj zdobył mistrzostwo Ameryki Południowej. Mesías zagrał we wszystkich czterech meczach – z Ekwadorem, Brazylią, Argentyną i Paragwajem.
W lipcu 1960 roku wziął udział w turnieju Copa del Atlántico 1960, gdzie Urugwaj zajął trzecie miejsce. Mesías zagrał tylko w meczu z Argentyną.
Wkrótce przeniósł się do Argentyny, gdzie występował najpierw w klubie Racing Club de Avellaneda, a potem w Newell’s Old Boys Rosario. Łącznie w lidze argentyńskiej rozegrał 118 meczów i zdobył 3 bramki.
Razem z Racingiem zdobył w 1961 roku tytuł mistrza Argentyny i dzięki temu wziął udział w nieudanym turnieju Copa Libertadores 1962, gdzie jego klub odpadł już w fazie grupowej. Mesías zagrał we wszystkich czterech meczach turnieju – dwóch z Nacionalem Montevideo i w dwóch z peruwiańskim klubem Club Sporting Cristal.
Od 14 marca 1959 roku do 17 sierpnia 1960 roku Mesías rozegrał w reprezentacji Urugwaju 15 meczów i nie zdobył żadnej bramki.